# Eupogoniopsis caudatula
Eupogoniopsis caudatula là một loài bọ cánh cứng trong họ Cerambycidae.